# José Luis Gayà
José Luis Gayà Peña ou simplesmente José Gayà (Pedreguer, 25 de maio de 1995) é um futebolista espanhol que atua como lateral-esquerdo. Atualmente defende o Valencia.

## Carreira

### Valencia
Revelado nas categorias de base do Valencia, começou a atuar no profissional em 2012.

## Títulos
Valencia
- Copa do Rei: 2018–19